# Вештице (филм из 2020)
Вештице (енгл. The Witches) амерички је фантастични и хумористички филм из 2020. године, у режији Роберта Земекиса, а по сценарију Земекиса, Кенје Бариса и Гиљерма дел Тора. Темељи се на истоименом роману из 1983. аутора Роалда Дала и истоименом филму из 1990 у режији Николаса Роуга. Главне улоге глуме Ен Хатавеј, Октејвија Спенсер и Стенли Тучи, а наратор је Крис Рок.
HBO Max је објавио филм у САД 22. октобра 2020. године, а следеће седмице је објављен у биоскопима на одабраним тржиштима. HBO Go је објавио филм у Србији 21. новембра 2021. године, а од 8. марта 2022. године доступан је на HBO Max-у. Филм је добио помешане критике критичара, који су критиковали сценарио и сматрали га инфериорним у односу на Роугов филм.

## Радња
Године 1968. дечак по имену Чарли Хансен одлази да живи са својом баком Агатом у Демополис, након што су његови родитељи умрли у саобраћајној несрећи у Чикагу. Постепено, Агата успе да орасположи Чарлија која му купује миша за кућног љубимца, а коме он даје име Дејзи. Једног дана, Чарли одлази у продавницу да купи кутију ексера да обучи Дејзи и да јој направи кућицу. Дечаку прилази вештица покушавајући да га намами змијом и карамелом, али га Агата дозива, а вештица нестаје.
Након што је испричао Агати о необичном сусрету, Чарли сазнаје да вештице заиста постоје. Агата му каже да је вештица проклела њену пријатељицу из детињства Алис да проведе остатак живота као кокошка. Агата каже да вештице никада не одлазе када нађу дете. Избезумљени, одлучују да одседну у оближњем хотелу где је њен рођак Естон главни кувар. Док је тамо, Агата учи Чарлија како да разликује вештицу од обичне жене: праве вештице уместо ноктију имају канџе, које скривају ношењем рукавица; ћелаве су, што крију носећи перике које им дају осип; имају дугачка стопала без прстију, што скривају ношењем ципела; имају љубичасту нијансу у својим зеницама; и имају снажно чуло мириса, које користе да нањуше децу.
Следећег дана, Чарли узима Дејзи и конопац како би је научио триковима. Током шетње ка тамо, упознаје прождрљивог, али дружељубивог дечака по имену Бруно, којег одводи његова мајка. Чарли затим одлази у велику салу, мислећи да ће бити сам. Док се спрема да обучава Дејзи, група вештица предвођена њиховим свемоћним вођом, Врховном вештицом, улази у велику дворану. Чарли се сакрије испод бине и тако чује како Врховна вештица планира да свој деци света да напитак, помешан у кондиторске производе, који ће их све претворити у мишеве. Врховна вештица чека да стигне Бруно, коме је раније дала швајцарску чоколадицу у којој се налази напитак. Након што Бруно стигне, претвара се у миша и улази у отвор где се крију Чарли и Дејзи. Врховна вештица угледа Чарлија и напитком га претвара у миша, пре него што успе да побегне.
Бежећи у хотелску собу у којој су одсели Чарли и његова баба, Агата сазнаје о плану вештица и откривају да Врховна вештица борави у хотелској соби испод њихове и да је Дејзи некада била сироче по имену Мери коју је вештица претворила у миша. Чарли, Бруно и Мери смишљају план да набаве флашу напитка како би Агата могла да смисли лек да их поново претвори у децу. План да набаве напитак је успешан, али пошто она не успе да створи лек, они уместо тога одлучују да напитак ставе у супу од грашка коју ће вештицама дати током вечере. Све вештице пију супу осим Врховне вештице, која схвата да је Агату срела раније; она је била вештица која је Алису претворила у кокошку. Док мишеви краду кључ од собе Врховне вештице, све вештице почињу да се претварају у пацове и настаје хаос.
Након што успеју да побегну у собу Врховне вештице, Агата почиње да скупља све напитке како би их уништила. Врховна вештица проналази Агату и спрема се да је убије, али мишеви се воре с њом и преваре Врховну вештицу да прогута сопствени напитак, претварајући је у пацова. Заробљавају је у канти за лед и спречавају је да побегне. Пре него што напусте собу, Агата узима ковчег Врховне вештице пун новца и ослобађа њеног мачка Хада из кавеза. Док затварају врата, Хад напада и убија Врховну вештицу.
Пошто родитељи више не могу да га прихвате, Бруно се придружује Мери, Чарлију и Агати који одлазе кући са ковчегом Врховне вештице и постају породица. Годинама касније, Чарли (сада одрастао миш) и Агата саветују малу децу како да се одупру вештицама које сада немају вођу.

## Улоге
| Глумац            | Улога            |
| ----------------- | ---------------- |
| Ен Хатавеј        | Врховна вештица  |
| Октејвија Спенсер | Агата Хансен     |
| Стенли Тучи       | Р. Џ. Стрингер   |
| Џазир Бруно       | Чарли Хансен     |
| Коди-Леј Истик    | Бруно Џенкинс    |
| Кристин Ченоует   | Дејзи            |
| Чарлс Едвардс     | господин Џенкинс |
| Моргана Робинсон  | госпођа Џенкинс  |
| Жозет Сајмон      | Зелда            |
| Еухенија Карусо   | Консуела         |
| Орла О’Рорк       | Серше            |
| Пени Лајл         | Линдси           |
| Сајмон Менјонда   | шеф кухиње       |
| Филип Спал        | кувар            |
| Брајан Бовел      | Реџиналд         |